# Amtsgericht Brumath

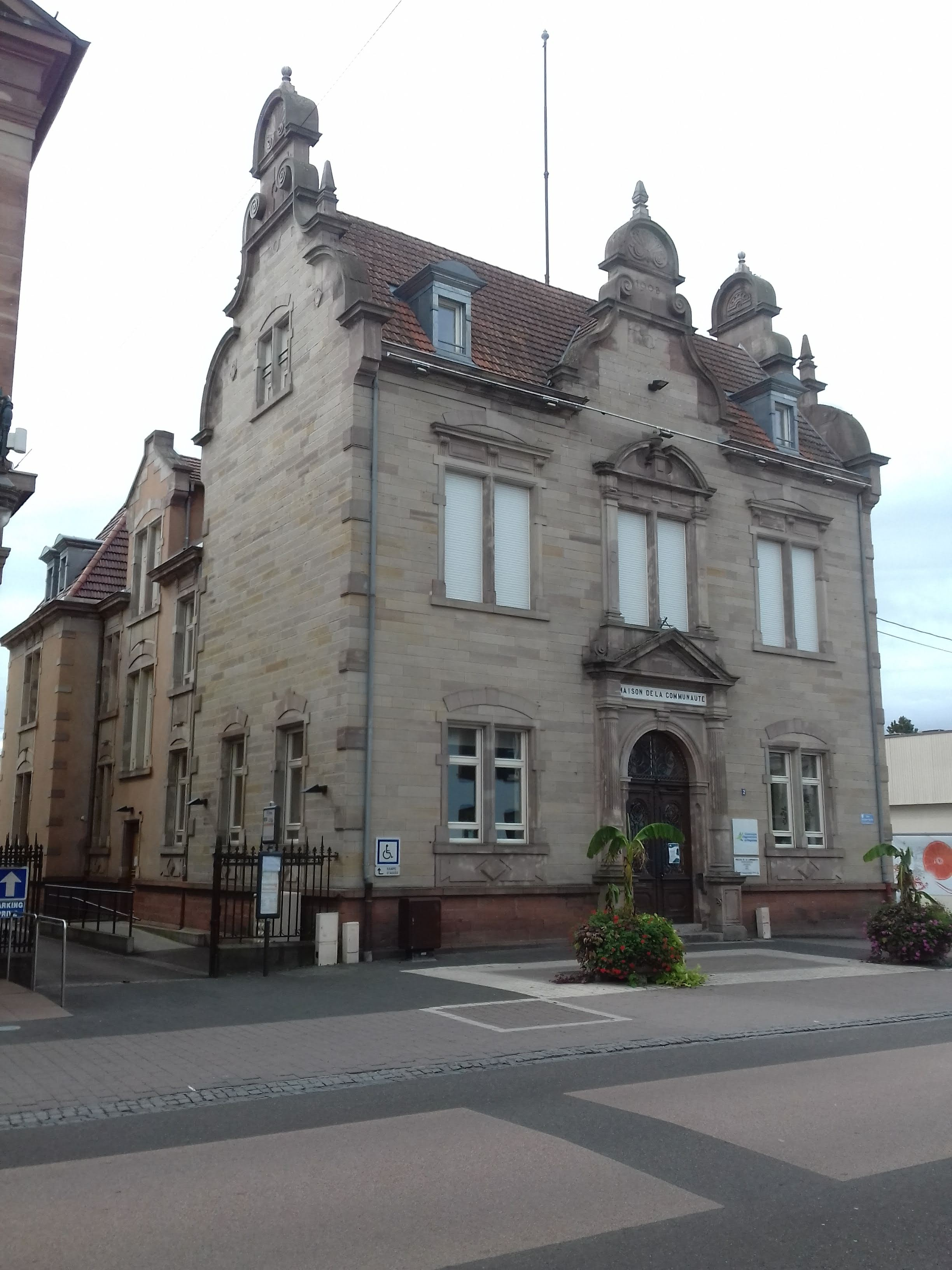
Ehem. Gerichtsgebäude (2020)

Das Amtsgericht Brumath war ein deutsches Amtsgericht mit Sitz in Brumath.

## Geschichte
Brumath war Sitz eines französischen Friedensgerichtes. Nach der Abtretung Elsass-Lothringens im Frieden von Frankfurt an das Deutsche Reich 1871 wurde die Gerichtsstruktur mit dem Gesetz, betreffend Abänderung der Gerichtsverfassung vom 14. Juli 1871 und der Ausführungsbestimmung hierzu vom gleichen Tag neu geregelt. Dabei wurden die Friedensgerichte beibehalten. Im Rahmen der Reichsjustizgesetze wurden 1879 die Friedensgerichte im Reichsland Elsass-Lothringen aufgehoben und Amtsgerichte gebildet. Das Amtsgericht Brumath war dem Landgericht Straßburg nachgeordnet. Am Gericht bestand 1880 eine Richterstelle. Das Amtsgericht war damit ein kleines Amtsgericht im Landgerichtsbezirk. Es war auch Rheinschifffahrtsgericht. Der Gerichtsbezirk umfasste 1895 den Kanton Brumath mit 199 Quadratkilometern, 24.367 Einwohnern und 21 Gemeinden. Mit der Verordnung über den Sitz und die Bezirke der Amtsgerichte vom 3. April 1909 gingen die Gemeinden Gambsheim, Kilstett und Wanzenau aus dem Sprengel des Amtsgerichts Brumath in den Sprengel des Amtsgerichts Schiltigheim über. Gleichzeitig gingen die Gemeinden Hohatzenheim, Mittelhausen und Wingersheim aus dem Sprengel des Amtsgerichts Hochfelden in den Sprengel des Amtsgerichts Brumath über. Gleichzeitig gingen die Gemeinden Gries und Kurzenhausen aus dem Sprengel des Amtsgerichts Brumath in den Sprengel des Amtsgerichts Bischweiler über.
Nach der Reannexion Elsass-Lothringens durch Frankreich nach dem Ersten Weltkrieg wurde das Amtsgericht Brumath als Tribunal cantonal Brumath weitergeführt. Im Zweiten Weltkrieg wurde 1940 von der deutschen Besatzungsmacht die vorgefundene Gerichtsstruktur unter Verwendung deutscher Ortsnamen und Behördenbezeichnungen, hier also wieder als Amtsgericht Brumath, fortgeführt.

## Gerichtsgebäude
Das Gerichtsgebäude neben dem Rathaus wird heute als Maison de la Communauté ‚Ortsgemeinschaftshaus‘ genutzt. Seine heutige Adresse ist 2 rue Jaques Kablé. Die Fassade des zweigeschossigen Gebäudes ist durch zentrale Ziergiebel geprägt.